# Avenue Winston-Churchill (Paris)
Pour les articles homonymes, voir Avenue Winston-Churchill.
L'avenue Winston-Churchill est une voie du 8e arrondissement de Paris, en France.

## Situation et accès
L'avenue Winston-Churchill est une voie publique située dans le 8e arrondissement de Paris. Elle débute cours la Reine et se termine place Clemenceau.
Le quartier est desservi par les lignes de métro 1 et 13 à la station Champs-Élysées - Clemenceau.

## Origine du nom

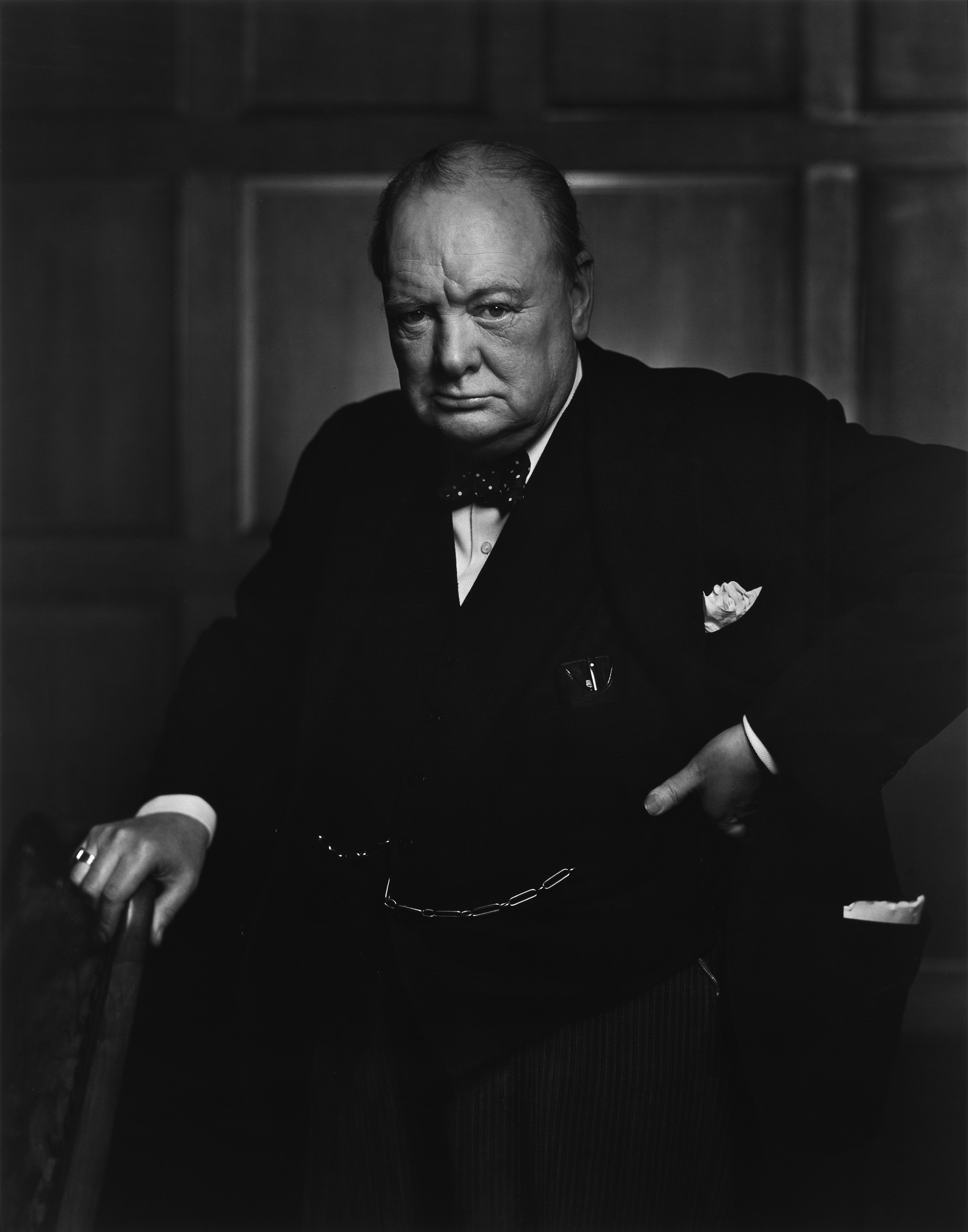
Winston Churchill.

En 1936, l’académie des Beaux-Arts émet le vœu que le nom de Charles Girault, architecte du Petit Palais, soit donné à l’avenue, alors appelée avenue Alexandre-III, mais cette proposition ne sera pas suivie d’effet.
En 1966, elle prend le nom de l'ancien Premier ministre du Royaume-Uni Winston Churchill (1874-1965).

## Historique
L’artère a été percée à la suite de la démolition, en 1896, du palais de l'Industrie qui se tenait à cet endroit depuis 1855.
Cette artère nouvelle a été créée en vue de l’Exposition universelle de 1900 pour servir de débouché au nouveau pont Alexandre-III édifié avec la coopération des autorités de l’Empire russe, dans le contexte de l’alliance franco-russe (1892-1917), et desservir les deux palais principaux de la nouvelle exposition : le Grand Palais et le Petit Palais.

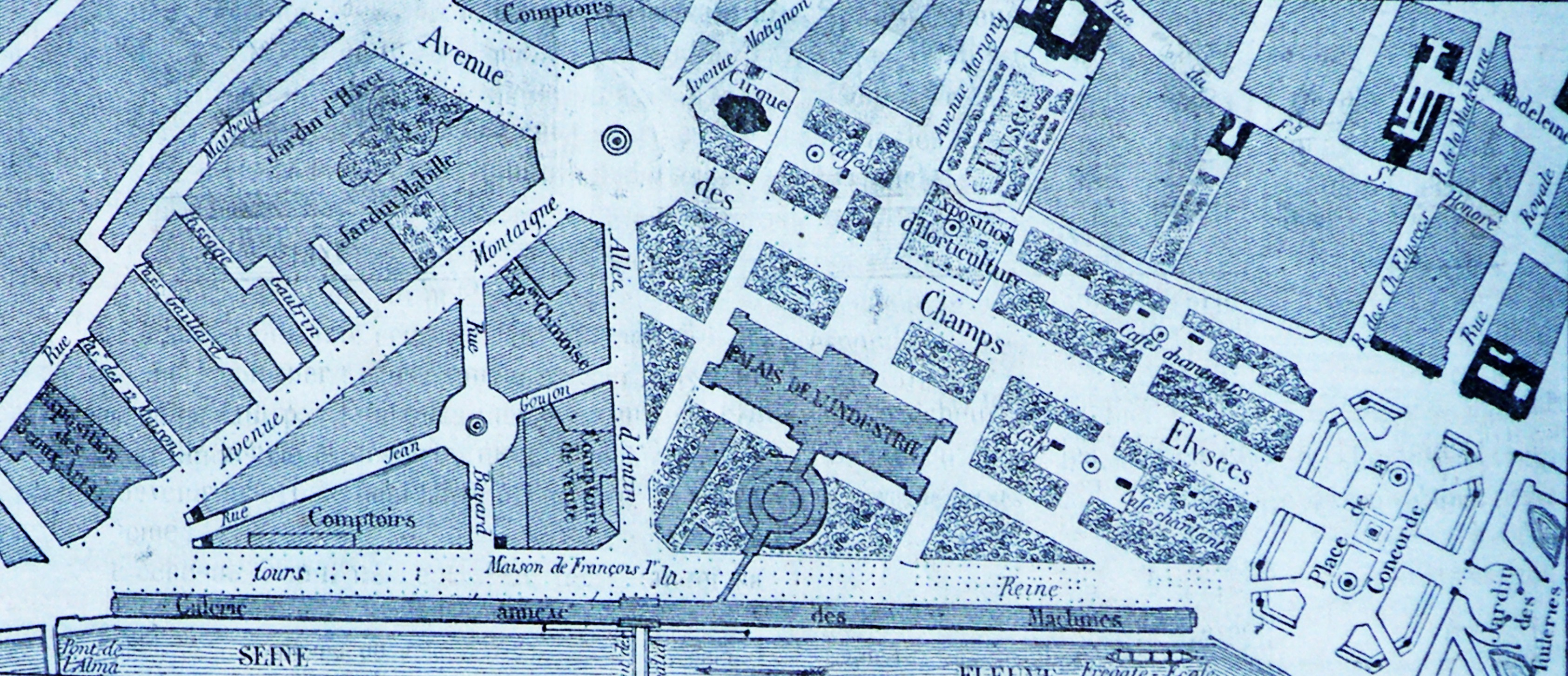
Localisation du palais de l’Industrie sur un plan de l’Exposition universelle de 1855.

En 1896, le tsar Nicolas II vint en personne poser la première pierre de ce pont portant le nom de son père et prédécesseur, le tsar Alexandre III, auquel il avait succédé en 1894.
À l’occasion de cette même exposition furent aussi édifiés le Grand Palais et le Petit Palais, qui bordent l’avenue respectivement à l'ouest et à l'est. Durant cette exposition, cette voie nouvelle porte le nom d'« avenue Nicolas-II », voire celui de « Nouvelle Avenue ».

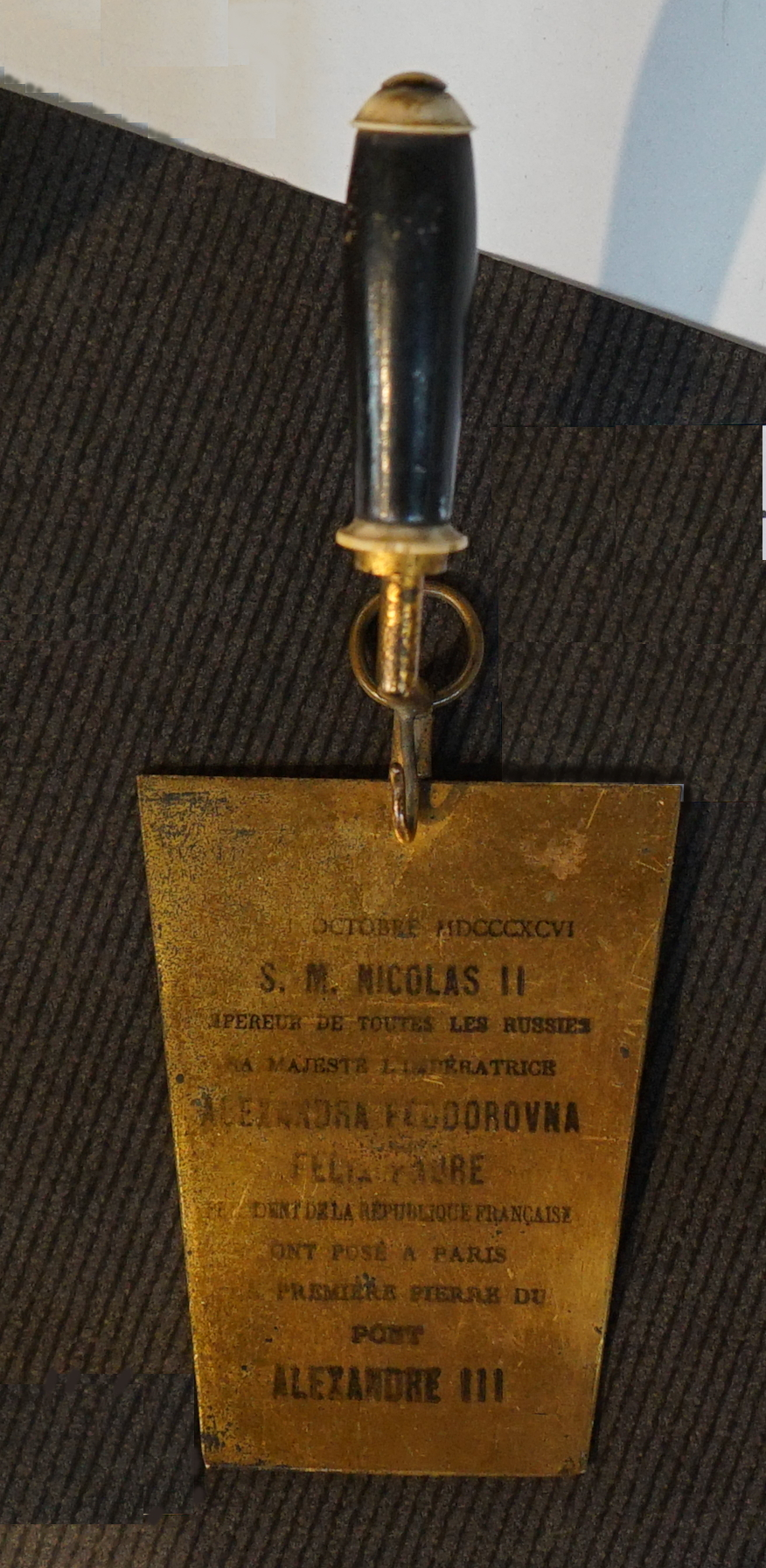
Truelle commémorant la pose de la première pierre du pont Alexandre-III.
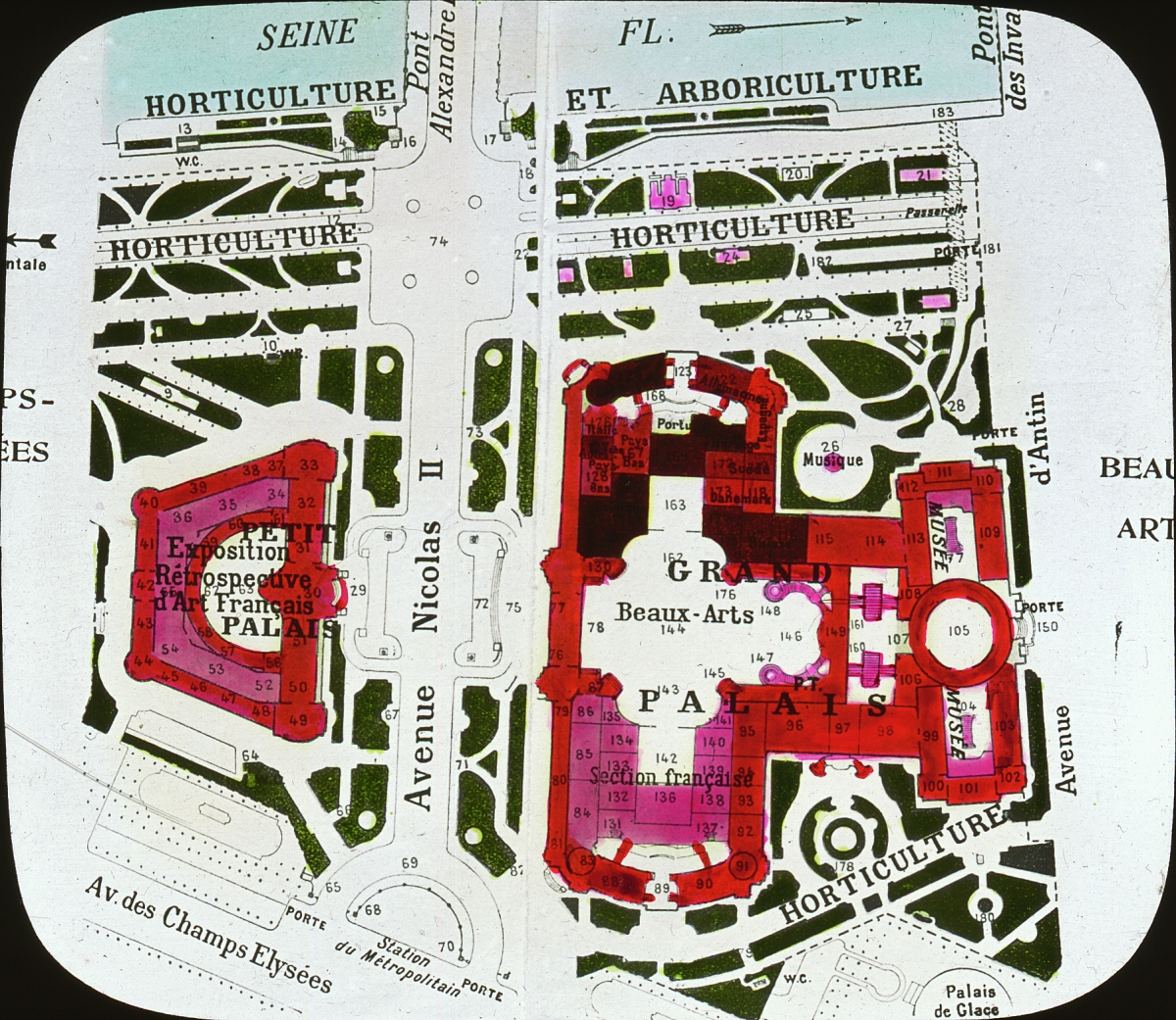
Plan de l’exposition de 1900.
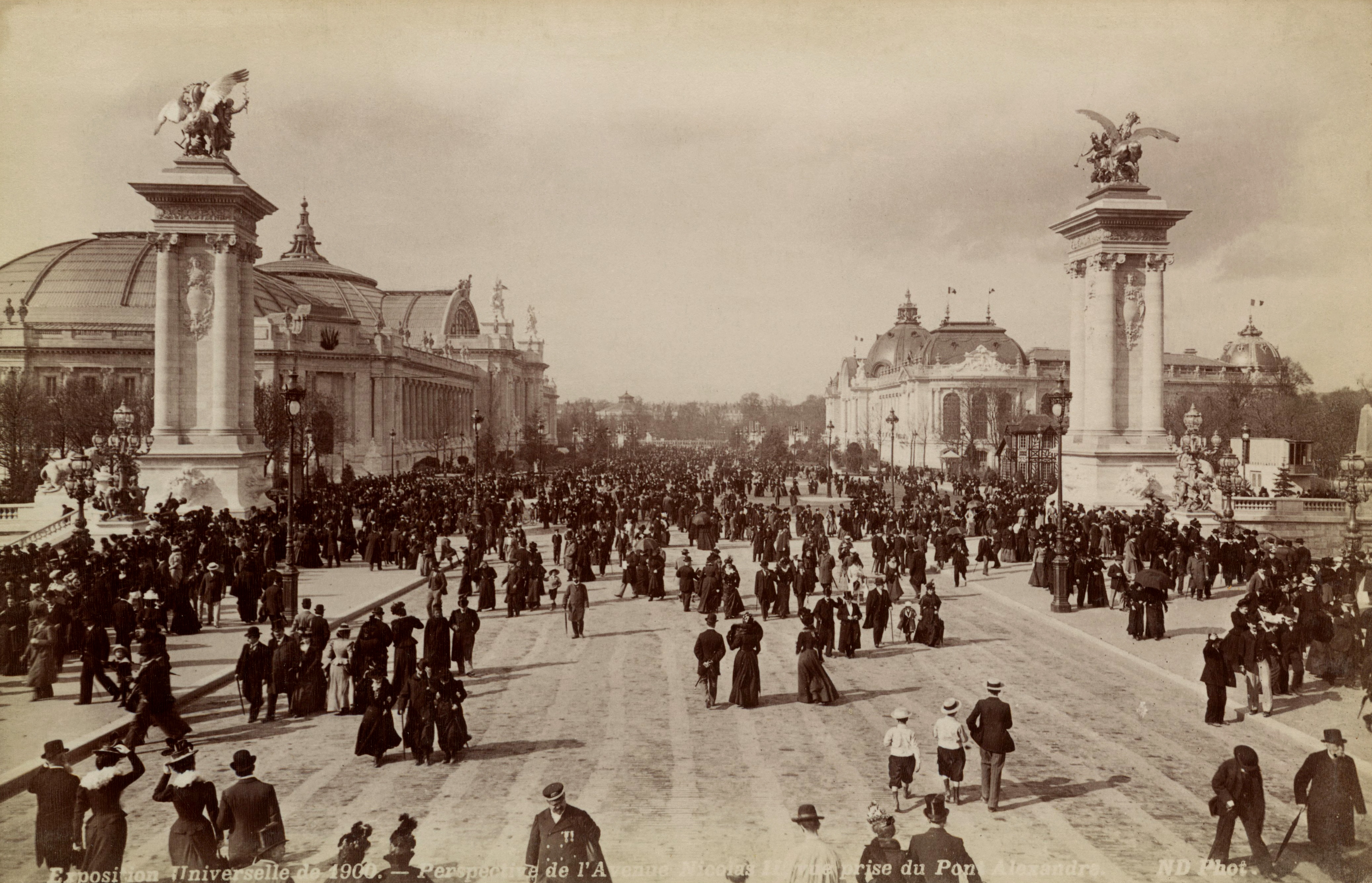
« Perspective de l’avenue Nicolas-II ; vue prise du pont Alexandre-III ».
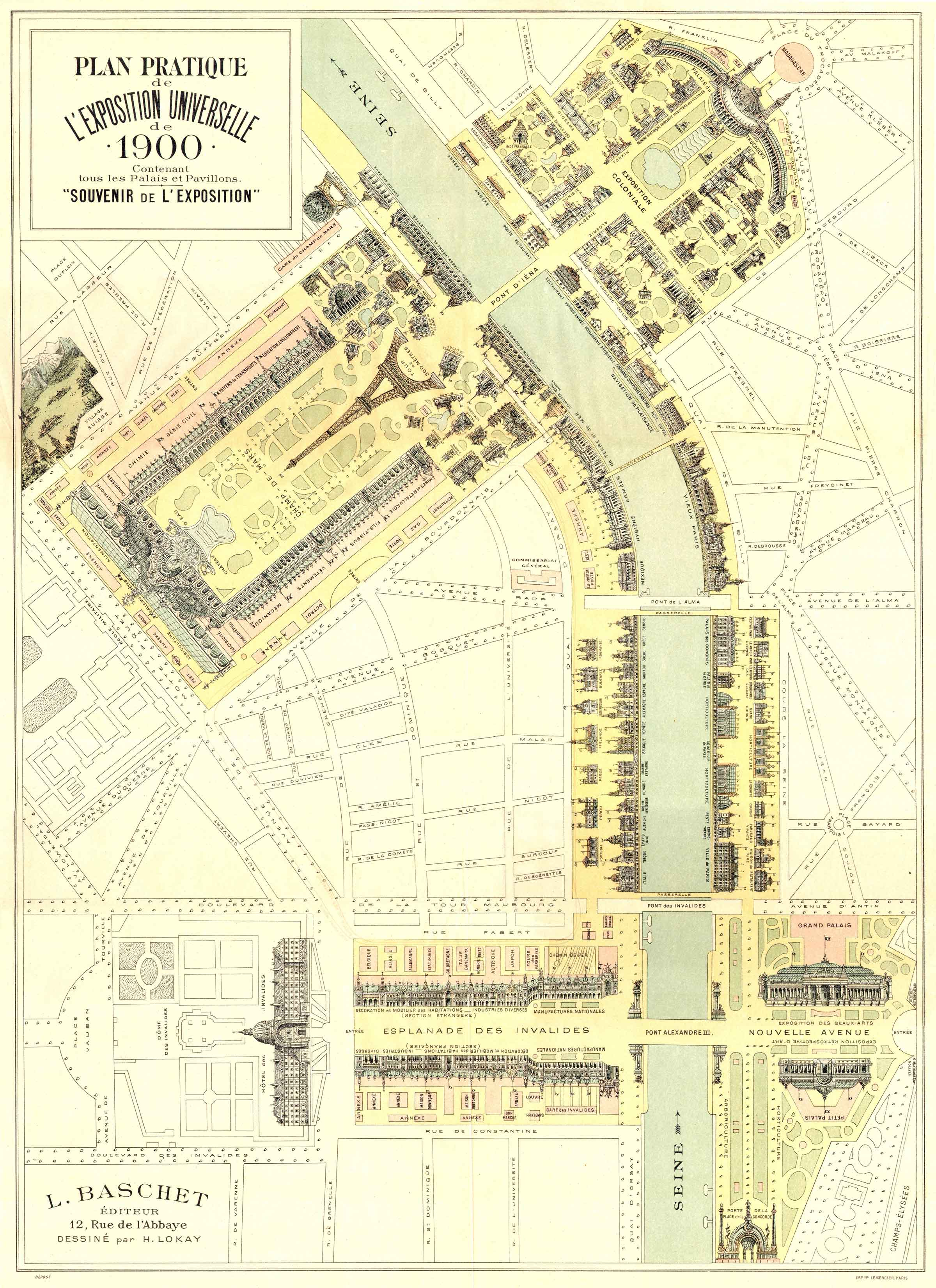
Plan pratique de l’exposition mentionnant la « nouvelle avenue ».

Cette voie reçoit ensuite le nom d'« avenue Alexandre-III », appellation en rapport avec le pont Alexandre-III (qui garde son nom ; à partir de l'avenue des Champs-Élysées, il faut prendre cette avenue pour aboutir au pont), dont elle constitue le débouché sur la rive droite, reliant de cette manière l’hôtel des Invalides au palais de l’Élysée. Cette grande perspective ainsi créée fut longtemps qualifiée d’« axe républicain ».
En 1930, l’espace situé au débouché de l'« avenue Alexandre-III » et de l’avenue de Selves (section  de l’avenue de Selves qui prendra, en 1970, le nom d’avenue du Général-Eisenhower) et limitée par l’avenue des Champs-Élysées reçoit le nom de place Clemenceau (où se trouvent des statues de Clemenceau et Charles de Gaulle).
Le 27 mars 1966, elle reçoit sa nouvelle dénomination en l’honneur du Premier ministre du Royaume-Uni Winston Churchill, mort quatorze mois auparavant.
Le 11 novembre 1998, une statue de Winston Churchill, due à Jean Cardot, est inaugurée en présence d'Élisabeth II, reine du Royaume-Uni, de Jacques Chirac, président de la République française et de Jean Tiberi, maire de Paris. Cette statue est située sur le trottoir de l’avenue Winston-Churchill (dans le jardin des Abords-du-Petit-Palais), avec la façade du Petit Palais comme arrière-fond.

## Bâtiments remarquables et lieux de mémoire
- Petit Palais
- Grand Palais
- Bassins du Petit et Grand Palais
- Jardins des Champs-Élysées